# Erdmute Alber
Pour les articles homonymes, voir Alber.
Erdmute Alber (14 juillet 1963 à Hambourg) est une ethnologue allemande spécialisée dans la recherche en ethnologie politique et ethnologie de la parenté. Depuis 2010, elle occupe la chaire d' Anthropologie sociale à l'Université de Bayreuth.

## Biographie

### Parcours professionnel
De 1983 à 1990, Erdmute Alber a étudié la littérature, l'espagnol et l'histoire à la Université Eberhard Karl de Tübingen et à la Université libre de Berlin. Après avoir obtenu son diplôme de maîtrise, elle a travaillé de 1993 à 2000 comme assistante de recherche à l'Institut d'ethnologie de la Université libre de Berlin chez Georg Elwert. Pendant ce temps, elle obtient son doctorat en 1997 sur « Les Transformations du pouvoir et de la domination chez les Baatombu au Nord-Bénin (1900-1995) ». Sa thèse reçoit le prix de promotion de la recherche de la « Société Frobenius » à Francfort-sur-le-Main. 
En 2001 et 2002, elle est employée comme assistante de recherche dans le projet financé par la Fondation allemande pour la recherche (DFG) Social Parenthood in West Africa. De 2002 à 2007, elle a été nommée professeur junior d'ethnosociologie à l'Université de Bayreuth. En 2007, Erdmute Alber reçoit une Chaire Heisenberg de la DFG pour ses réalisations scientifiques exceptionnelles, qu'elle a reprises à l'université de Bayreuth en 2008-2009. Elle y occupe la chaire d'anthropologie sociale depuis 2010. En 2011-2012, elle reçoit également une bourse au collège de recherche Work and Age à l'Université Humboldt de Berlin. De 2018 à 2021, Erdmute Alber a été vice-doyen à la recherche dans le cluster « Africa Multiple » (université de Bayreuth). De 2019 à 2021, elle a été directrice de la Bayreuth Academy of Advanced African Studies (université de Bayreuth), dont elle est l'un des membres fondateurs (2012-2019). Elle est membre du comité de financement du KfW Young Talent Award depuis novembre 2022,.

### Recherche et enseignement international
Erdmute Alber a effectué ses premières recherches de terrain au Pérou en 1988 et 1989. Depuis 1991, cela a été suivi de séjours de recherche réguliers au Bénin et au Togo (depuis 2006). Depuis 2013, elle est également impliquée dans le sous-projet « Classes moyennes africaines en mouvement » de la Bayreuth Academy of Advanced African Studies au Kenya. Elle a été chargée de cours au département d'histoire de l'Université de Zurich (Suisse) et a été professeure invitée à l'université Radboud de Nimègue (Pays-Bas) en 2009.

### Offices et fonctions
De 2004 à 2010, Erdmute Alber a occupé le poste de vice-président pendant deux ans, puis de président de la section d'anthropologie sociale et de sociologie du développement de la Société allemande de sociologie. Depuis 2004, elle dirige le comité de présélection et depuis 2010, elle est chargée de cours de liaison pour l’Evangelisches Studienwerk Villigst de l'Université de Bayreuth. Depuis 2004 également, elle est chargée de cours de liaison pour la Fondation Heinrich-Böll à l'Université de Bayreuth. Elle est membre fondatrice et chercheuse principale de « l'École supérieure internationale d'études africaines » de Bayreuth, où elle a été responsable de l'égalité des chances de 2007 à 2009 et vice-doyenne de 2009 à 2011. 
Depuis 2012, elle est membre fondatrice et chef de sous-projet de l'Académie des hautes études africaines et depuis 2012 membre du conseil d'administration de « l'Association pour les études africaines en Allemagne » (VAD), dont elle a été vice-présidente de 2012 à 2014. Elle est membre du Sénat de l'Université de Bayreuth depuis 2013 et vice-présidente du Sénat depuis 2016. Depuis 2014, elle est également membre du conseil consultatif scientifique du Zentrum Moderner Orient à Berlin. De 2014 à 2017, elle est membre de la Commission d'autorégulation des sciences de l'Université de Bayreuth. De 1999 à 2015, elle a été rédactrice en chef du Sociologus - Journal d'Anthropologie sociale. Erdmute Alber a été membre du « Merian Institute for Advanced Studies in Africa » (MIASA) à l'université du Ghana (université de Legon), Accra, en 2023.

## Axes de recherche
L'intérêt régional d'Erdmute Alber était initialement dans la région Andes. Depuis 1991, elle traite avec l'Afrique de l'Ouest, en particulier avec la République du Bénin. Elle fait des recherches et vit par intermittence en Afrique de l'Ouest depuis plus de 25 ans. Ses intérêts de recherche sont les processus de changement social et la dynamique qui en résulte dans la politique et la parenté. L'accent est mis sur deux champs de recherche : l'anthropologie du politique, du droit et du pouvoir et l'anthropologie de la parenté, de la famille et de l'enfance. 
Elle s'intéresse particulièrement aux sujets à l'interface des deux domaines, tels que les politiques de la famille et de l'enfance, la parentalité sociale ou la traite des enfants. Les sujets de recherche concrets actuels sont les relations intergénérationnelles, la parentalité sociale et l'adoption, les constructions de parenté, la fratrie, la migration footballistique et l'émergence et la dynamique de nouvelles classes moyennes. 
En plus de ses propres recherches sur le terrain, Erdmute Alber supervise et accompagne des recherches sur le terrain au Togo, Ghana, Pérou et Kenya. Erdmute Albert est co-responsable (avec Nikolaus Schareika) depuis 2021 du projet en cours de la DFG « COVID-19 et pastoralisme nomade dans le contexte de crise et de réforme structurelle au Bénin : apprendre de la gestion locale des risques »,.

## Publications notables

### Monographies
- 1990 : Und wer zieht nach Huayopampa? Mobilität und Strukturwandel in einem peruanischen Andendorf. Saarbrücken/Fort Lauderdale: Breitenbach,  (ISBN 3-88156-494-2).
- 1999 : Migración o movilidad en Huayopampa? Nuevos temas y tendencias en la discusión sobre la comunidad campesina en los Andes. Lima: Instituto de Estudios Peruanos.
- 2000 : Im Gewand von Herrschaft. Modalitäten der Macht bei den Baatombu (1895-1995).  Studien zur Kulturkunde, vol. 116. Cologne : Rüdiger Köppe,  (ISBN 3-89645-211-8).
- 2014 : Soziale Elternschaft im Wandel. Kindheit, Verwandtschaft und Zugehörigkeit in Westafrika. Berlin: Dietrich Reimer,  (ISBN 978-3-496-02868-0).
- 2018 : Transfers of Belonging. A Social History of Child Fostering in West Africa. Brill: Leiden, Boston

### Recueils notables
- 2008 : Generations in Africa. Connections and Conflict. Berlin u. a.: lit. (avec Sjaak van der Geest et Susan Reynolds Whyte)
- 2010 : Verwandtschaft heute. Berlin: Dietrich Reimer (avec Bettina Beer, Michael Schnegg et Julia Pauli)
- 2013 : The Anthropology of Sibling Relations – Shared Parentage, Experience and Exchange. New York: Palgrave MacMillan (avec Cati Coe et Tatjana Thelen)
- 2013 : Child Fostering in West Africa – New Oerspectives on Theories and Practices. Leiden/Boston: Brill (avec Jeannett Martin et Catrien Notermans)
- 2015 : Anthropological Perspectives on Care. Work, Kinship and the Life Course. Palgrave MacMillan: New York (avec Heike Drotbohm)
- 2017 : Reconnecting State and Kinship. University of Pennsylvania Press: Philadelphia (avec Tatjana Thelen)
- 2022 : Politics and Kinship. A Reader. New York: Routledge (avec Tatjana Thelen)
- 2023 : The Politics of Making Kinship. Historical and Anthropological Perspectives. New York, Oxford: Berghahn Books (avec David Warren Sabean, Simon Teuscher et Tatjana Thelen)

### Articles et chapitres de livres notables
- 2009 : Ethnologische Generationenforschung in Afrika. En: Harald Künemund, Marc Szydlik (eds.): Generationen – multidisziplinäre Forschung. Martin Kohli zum 65. Geburtstag. Wiesbaden: Verlag für Sozialwissenschaften, p. 105-118.
- 2010 : No School without Foster Families in Northern Benin: A Social Historical Approach. Haldis Haukanes, Tatjana Thelen (eds.): Parenting after the century of the child. Tavelling ideals, institutional negotiations and individual responses. Aldershot: Ashgate, p. 57-78.
- 2011 : Bindung und Fürsorge als Leitmotiv im westafrikanischen Beziehungsgeflecht. Hans Bertram, Nancy Ehlert (eds.): Familie, Bindungen und Fürsorge. Familiärer Wandel in einer vielfältigen Moderne. Opladen: Barbara Budrich, p. 533-556 (avec Tabea Häberlein).
- 2012 : Verwandtschaft in Afrika: Transformationsprozesse im 20. Jahrhundert. Thomas Bierschenk, Eva Spies (eds.): 50 Jahre Unabhängigkeit in Afrika: Kontinuitäten, Brüche, Perspektiven. Cologne: Rüdiger Köppe.
- 2012 : Pflegevater – Pflegemutter – Kind. En: an.schläge, novembre 2012, Vienne: CheckArt, p. 25-27.
- 2012 : Schooling or Working ? How Family Decision Processes, Children’s Agencies and State Policy Influence the Life Path of Children in Northern Berlin. En: Gerd Spittler, Michael Bourdillon (eds.): African Children at Work. Working and Learning in Growing Up for Life. Beiträge zur Afrikaforschung, Bd. 52. Münster: LiT, p. 169-194.
- 2012 : Kinderhandel in Westafrika ? Nationale Kinderschutzinitiativen und die Problematik der Mädchenarbeit in Nordbenin. En: Heinz Heinen (eds.):  Kindersklaven – Sklavenkinder. Schicksale zwischen Zuneigung und Ausbeutung in der Antike und im interkulturellen Vergleich. Beiträge zur Tagung des Akademievorhabens Forschungen zur antiken Sklaverei. Stuttgart: Franz Steiner. 43-62.
- 2013 : À qui appartiennent les enfants ? Des norms et des pratiques de parenté sociale en Afrique de l’Ouest. Ute Fendler, Liliana Feierstein (eds.): Enfances? Représentation de l’enfance en Afrique et en Amérique Latine. München: Akademische Verlagsgemeinschaft, p. 69-85.
- 2014 : Familie in Afrika. En: Paul B. Hill, Johannes Kopp (eds.): Handbuch Familiensoziologie. Wiesbaden: Springer, p. 147-178 (avec Jeannett Martin).
- 2018 : Irresponsible Boys, Promiscuous Girls: Maturity, Gender, and Rape Myths in the Criminal Tribunals of Colonial Dahomey, 1924-1940. La Revue d’histoire de l’enfance « irrégulière », (numéro 20), novembre 2018, p. 67-84.
- 2018 : Préparer la retraite : New Age-Inscriptons in West African Middle Classes. Anthropology and Aging, vol. 39/1, p. 66-81.
- 2019 : Women in Benin. Oxford Encyclopedia of African Women’s History. Oxford: Oxford University Press, 2019.
- 2019 : Politics of Kinship: Child Fostering in Dahomey/Benin. Cahiers d´études africaines, vol. 234, p. 359-375.
- 2023 : Inventing the Extended Family in Colonial Dahomey/Benin. Erdmute Alber, David Warren Sabean, Simon Teuscher and Tatjana Thelen (eds.): The Politics of Making - Kinship. Historical and Anthropological Perspectives. New York, Oxford : Berghahn Books, p. 296-323.